# Doctrina de las dos espadas

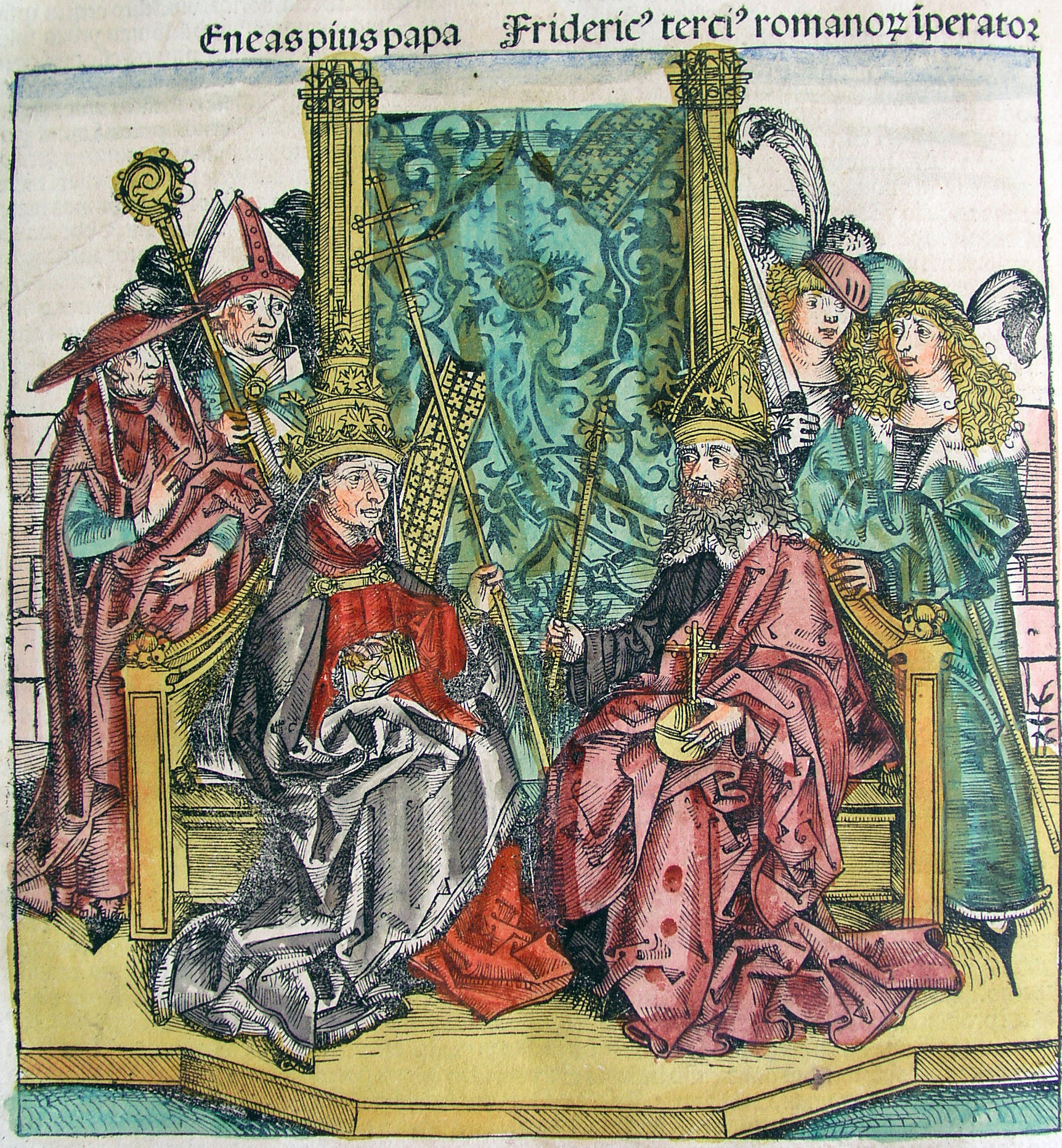
El Papa Pío II (con tiara y báculo cruciforme) y el Emperador Federico III (con corona, orbe y cetro). Un personaje tras el emperador empuña una espada.

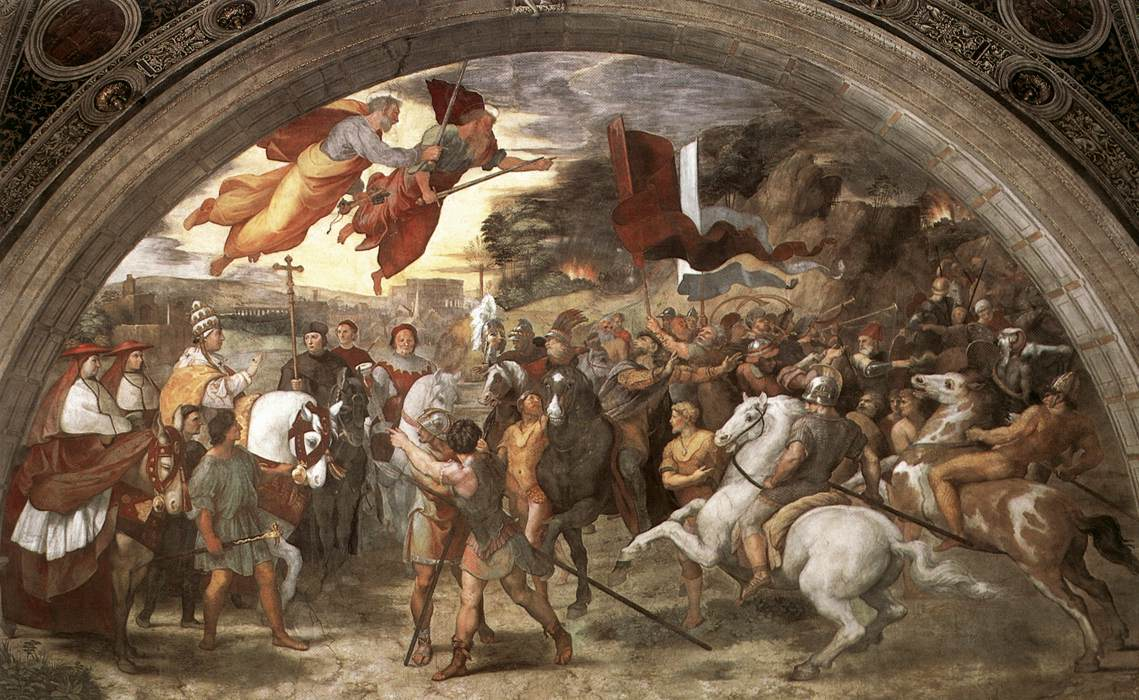
El fresco de Rafael representa la mítica entrevista entre el Papa León Magno y Atila. Los santos Pedro y Pablo aparecen blandiendo sendas espadas.

Doctrina de las dos espadas o de ambas espadas (en latín utrumque gladium) es el nombre con el que se conoce la teoría de la supremacía del poder espiritual (el Papa) sobre el temporal (el emperador -bizantino o germánico-). El sistema que viene a exponer se denomina hierocratismo o dualismo gelasiano.
Utilizada con profusión, aparece explicitada en San Bernardo (De Consideratione), que la funda en dos pasajes evangélicos (uno inmediatamente posterior a la Santa Cena y otro durante el prendimiento de Jesús), aunque parece que también fue usada en la misma época (primera mitad del siglo XII, el contexto histórico subsiguiente a la reforma gregoriana -Dictatus Papae-) por Godofredo de Vendôme y Juan de Salisbury.
Como doctrina puede remontarse a finales del siglo V, momento en que la relación entre los dos poderes aparece definida de esa forma por el papa Gelasio I en su carta al emperador de Oriente Anastasio I.

Los perlados [prelados -abades, obispos, etc.-] e... toda la clerecia... son puestos para... guardar la fe, no tan solamente de los enemigos manifiestos que en ella no creen, mas aun de los malos cristianos que la no obedesçen ni la quieren creer ni guardar. E porque esto es cosa que se deve vedar e escarmentar crudamente, a lo que ellos no pueden fazer porque el su poderio es espiritual, que es todo lleno de piadad [piedad] e de merçed, por ende nuestro Sennor Dios puso otro poder tenporal en la tierra con que esto se cumpliese, assi como la iustiçia que quiso que se fiziese en la tierra por mano de los enperadores e de los reyes. E estas son las dos espadas porque se mantiene el mundo: la primera espiritual, e la otra tenporal. La espiritual taja los males ascondidos [escondidos] e la tenporal los manifiestos.
Alfonso X el Sabio, Prólogo de la Segunda Partida, 1252-1284.

La autoridad de San Bernardo afirma la existencia de dos espadas en el Pontífice: la espiritual y la temporal; una debe blandirla él personalmente, la otra, en cambio, por medio del Emperador. Quien lo niega, dice San Bernardo, no parece prestar suficiente atención a la palabra del Señor cuando dice: Vuelve tu espada a la vaina; la tuya, por tanto, que debes desenvainar con una seña quizá de aprobación, pero no con tu mano. De no ser así, si en modo alguno fuera de tu competencia, cuando los apóstoles le dijeron: He aquí dos espadas tampoco el señor les hubiera respondido es bastante, sino es excesivo. Hasta aquí San Bernardo. Tesis que prueba con harto saber Alberto Pigge.
Alonso de la Vera Cruz, De iusto bello contra indos, 1553-1556.

Hay, en verdad, augustísimo emperador, dos poderes por los cuales este mundo es particularmente gobernado: la sagrada autoridad de los papas y el poder real. De ellos, el poder sacerdotal es tanto más importante cuanto que tiene que dar cuenta de los mismos reyes de los hombres ante el tribunal divino.
Pues has de saber, clementísimo hijo, que, aunque tengas el primer lugar en dignidad sobre la raza humana, empero tienes que someterte fielmente a los que tienen a su cargo las cosas divinas, y buscar en ellos los medios de tu salvación. Tú sabes que es tu deber, en lo que pertenece a la recepción y reverente administración de los sacramentos, obedecer a la autoridad eclesiástica en vez de dominarla. Por tanto, en esas cuestiones debes depender del juicio eclesiástico en vez de tratar de doblegarlo a tu propia voluntad. Pues si en asuntos que tocan a la administración de la disciplina pública, los obispos de la iglesia, sabiendo que el imperio se te ha otorgado por la disposición divina, obedecen tus leyes para que no parezca que hay opiniones contrarias en cuestiones puramente materiales, ¿con qué diligencia, pregunto yo, debes obedecer a los que han recibido el cargo de administrar los divinos misterios? De la misma manera que hay gran peligro para los papas cuando no dicen lo que es necesario en lo que toca al honor divino, así también existe no pequeño peligro para los que se obstinan en resistir (que Dios no lo permita) cuando tienen que obedecer. Y si los corazones de los fieles deben someterse generalmente a todos los sacerdotes, los cuales administran las cosas santas, de una manera recta, ¿cuánto más asentimiento deben prestar al que preside sobre esa sede, que la misma Suprema Divinidad deseó que tuviera la supremacía sobre todos los sacerdotes, y que el juicio piadoso de toda la Iglesia ha honrado desde entonces?
Carta del Papa Gelasio I al Emperador Anastasio I, año 494.

Los Papas de Roma, debido a la lejanía del poder imperial (radicado en Constantinopla desde las reformas de Constantino -siglo IV- y que incluso buscó la ubicación de Rávena -en Italia, pero distanciada de Roma- en determinados periodos en que se constituía el Imperio de Occidente) empezaron a perfilar la doctrina de la delimitación de dos poderes, no autónomos, sino coordinados: el espiritual para el Papa y el temporal -subordinado- para el Emperador. Gelasio advierte a Anastasio de que Roma (es decir, el Papa como cabeza de la Iglesia) puede juzgar a los obispos y patriarcas, sin necesidad de que ningún concilio lo autorice; y de que sus sentencias son inapelables. Aunque reconoce que ambas potestades son las encargadas de regir al pueblo de Dios, argumenta que la carga que pesa sobre los sacerdotes es mayor en cuanto que ellos deben responder también en el juicio de Dios por las almas de los reyes. De esta forma se pusieron los cimientos de una doctrina que, en Occidente, justificaba genéricamente la pretensión pontificia de disputar al emperador el dominium mundi entre ambos poderes universales, además de utilizarse en conflictos puntuales como la querella de las investiduras; mientras que en Oriente la mayor presencia política de la figura imperial otorgó un mayor espacio al cesaropapismo que a la teocracia, aunque tampoco exento de graves conflictos (querella iconoclasta).